# صموئيل غوثري
صموئيل غوثري (بالإنجليزية: Samuel Guthrie)‏ هو كيميائي ومخترِع ومهندس أمريكي، ولد في 1782 في ماساتشوستس في الولايات المتحدة، وتوفي في 19 أكتوبر 1848 في ساكت هاربور في الولايات المتحدة.

## وصلات خارجية
- صموئيل غوثري على موقع إن إن دي بي (الإنجليزية)